# Klinoptilolith

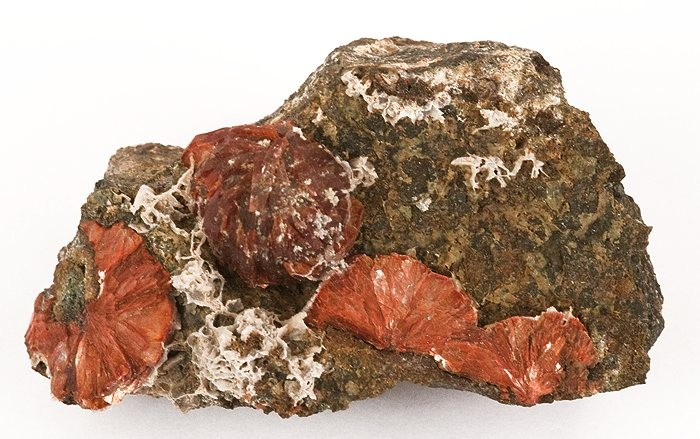
Radialstrahlige Klinoptilolithkristalle von der Seiser Alm, Südtirol
(Größe: 4,3 cm × 2,2 cm × 2,0 cm)

Klinoptilolith (englisch Clinoptilolite) ist die Kurz- und Sammelbezeichnung für eine Gruppe nicht näher spezifizierter Minerale aus der Gruppe der Zeolithe innerhalb der Mineralklasse der „Silikate und Germanate“.
Die jeweils idealisierte chemische Zusammensetzung der theoretischen Endglieder lautet:
- Klinoptilolith-Ca: Ca3(Si30Al6)O72·20H2O[1]
- Klinoptilolith-K: K6(Si30Al6)O72·20H2O[1]
- Klinoptilolith-Na: Na6(Si30Al6)O72·20H2O[1]

Chemisch gesehen handelt es sich also um wasserhaltige Alumosilikate mit Calcium, Kalium beziehungsweise Natrium als verbindenden Kationen. Alle Klinoptilolithe kristallisieren im monoklinen Kristallsystem und gehören strukturell zu den Gerüstsilikaten.
Klinoptilolithe entwickeln meist tafelige Kristalle mit einem glasähnlichen Glanz auf den Oberflächen. Das Mineral kommt aber auch in Form feinkörniger bis massiger Aggregate vor. In reiner Form sind Klinoptilolithe farblos und durchsichtig. Durch vielfache Lichtbrechung aufgrund von Gitterbaufehlern oder polykristalliner Ausbildung können sie aber auch weiß erscheinen und durch Fremdbeimengungen eine gelblichweiße bis rötlichweiße Farbe annehmen, wobei die Transparenz entsprechend abnimmt. Die Strichfarbe von Klinoptilolith ist allerdings immer weiß.
Die Gruppe der Klinoptilolithe zählt zu den am häufigsten vorkommenden Zeolithen und spielt industriell eine große Rolle als Molekularsieb.

## Etymologie und Geschichte
Benannt wurde Klinoptilolith in Anlehnung zu dem verwandten Mineral Ptilolith (heute Synonym für Mordenit) und seiner im Gegensatz zu diesem schiefen bzw. geneigten Achsenstellung nach dem griechischen Wort κλίνειν [klinein] für neigen.
Erstmals entdeckt wurde Klinoptilolith am Hoodoo Mountain im Park County (Wyoming) in den Vereinigten Staaten von Amerika (USA) und beschrieben 1923 durch Waldemar Theodore Schaller. Da bei späteren, genaueren Analysen festgestellt wurde, dass es sich beim Klinoptilolith nicht um ein einzelnes Mineral, sondern um eine Mischreihe mit sehr eng verwandten Endgliedern handelte, wurde diese 1997/98 neu definiert und im Zuge einer allgemeinen Überarbeitung der Zeolith-Nomenklatur durch Douglas S. Coombs et al. als Klinoptilolith-Ca, Klinoptilolith-K und Klinoptilolith-Na bezeichnet. Seitdem werden diese Minerale in der von der International Mineralogical Association (IMA) regelmäßig herausgegebenen „Liste der Minerale und Mineralnamen“ unter der Summenanerkennung 1997 s.p. geführt.
Das Typmaterial für Klinoptilolith-K wird in der Mineralogischen Sammlung des Natural History Museum (NHM) in London aufbewahrt. Für Klinoptilolith-Ca und Klinoptilolith-Na ist kein Typmaterial definiert beziehungsweise kein Aufbewahrungsort dokumentiert.

## Klassifikation
Bereits in der veralteten 8. Auflage der Mineralsystematik nach Strunz gehörte der hier noch als ein Mineral geltende Klinoptilolith zur Klasse der „Silikate“ und dort zur Abteilung der „Gerüstsilikate (Tektosilikate)“, wo er zusammen mit den ebenfalls noch als ein Mineral geltenden Brewsterit, Heulandit und Stilbit (heute jeweils Sammelbezeichnungen) sowie mit Epistilbit und Stellerit die „Heulandit-Stilbit-Gruppe“ mit der Systemnummer VIII/F.12 bildete.
In der zuletzt 2018 überarbeiteten Lapis-Systematik nach Stefan Weiß, die formal auf der alten Systematik von Karl Hugo Strunz in der 8. Auflage basiert, erhielten die jetzt einzelnen Minerale Klinoptilolith-Ca, Klinoptilolith-K und Klinoptilolith-Na die System- und Mineralnummern VIII/J.23-022, VIII/J.23-020 und VIII/J.23-018. Dies entspricht der Klasse der „Silikate“ und dort der Abteilung „Gerüstsilikate“, wo Klinoptilolith-Ca, Klinoptilolith-K und Klinoptilolith-Na zusammen mit Barrerit, Brewsterit-Ba, Brewsterit-Sr, Epistilbit, Goosecreekit, Heulandit-Ba, Heulandit-Ca, Heulandit-K, Heulandit-Na, Heulandit-Sr, Stellerit, Stilbit-Ca und Stilbit-Na eine unbenannte Gruppe/die „Gruppe“ mit der Systemnummer VIII/J.23 innerhalb der von VIII/J.23 bis VIII/J.25 reichenden Obergruppe der „Blätterzeolithe“ bilden.
Die von der IMA zuletzt 2009 aktualisierte 9. Auflage der Strunz’schen Mineralsystematik ordnet Klinoptilolith-Ca (Mineralnummer 77.01.04.02b), Klinoptilolith-K (Mineralnummer 77.01.04.02) und Klinoptilolith-Na (Mineralnummer 77.01.04.02a) in die bereits feiner unterteilte Abteilung der „Gerüstsilikate (Tektosilikate) mit zeolithischem H2O; Familie der Zeolithe“ ein. Diese ist zudem weiter unterteilt nach der Art der Silikat-Gerüste, sodass die Minerale entsprechend ihrem Aufbau in der Unterabteilung „Tafeln mit 4-4-1-1 Struktureinheiten“ zu finden sind, wo sie nur noch zusammen mit den Heulanditen eine unbenannte Gruppe mit der Systemnummer 9.GE.05 bilden.
Auch die vorwiegend im englischen Sprachraum gebräuchliche Systematik der Minerale nach Dana ordnet Klinoptilolith-Ca, Klinoptilolith-K und Klinoptilolith-Na in die Klasse der „Silikate“ und dort in die Abteilung der „Gerüstsilikate: Zeolith-Gruppe“ ein. Hier sind sie zusammen mit den Heulanditen, den Stilbiten sowie Barrerit und Stellerit in der Gruppe „Heulandit und verwandte Arten“ mit der Systemnummer 77.01.04 innerhalb der Unterabteilung der „Echten Zeolithe“ zu finden.

## Kristallstruktur
Alle Endglieder der Klinoptiolith-Reihe kristallisieren monoklin in der Raumgruppe C2/m (Raumgruppen-Nr. 12), unterscheiden sich jedoch geringfügig in ihren Gitterparametern:
- Klinoptilolith-Ca: a = 17,66 Å; b = 17,96 Å; c = 7,40 Å und β = 116,5°[7]
- Klinoptilolith-K: a = 17,69 Å; b = 17,90 Å; c = 7,41 Å und β = 116,5°[7]
- Klinoptilolith-Na: a = 17,63 Å; b = 17,95 Å; c = 7,40 Å und β = 116,3°[7]

bei jeweils einer Formeleinheit pro Elementarzelle.

## Eigenschaften
Je nach Zusammensetzung der Mischkristalle weisen die Klinoptilolithe eine Mohshärte zwischen 3,5 bis 4 und eine Dichte zwischen 2,1 bis 2,2 g/cm3.

## Bildung und Fundorte
Klinoptilolith ist sedimentären Ursprungs und bildet sich vorrangig aus vulkanischen Ablagerungen wie Tuffen oder vulkanischen Gläsern. Seltener wird Klinoptilolith auch in Hohlräumen anderer vulkanischer Gesteine beobachtet, u. a. Basalte, Andesite oder Rhyolithe.
Bedeutende Fundorte von Klinoptilolith finden sich in der Ukraine, Australien, China sowie den USA, wo sie auch wirtschaftlich von großem Interesse sind. Lokale Vorkommen von Klinoptilolith finden sich u. a. am Vogelsberg, in Franken und in der Steiermark.

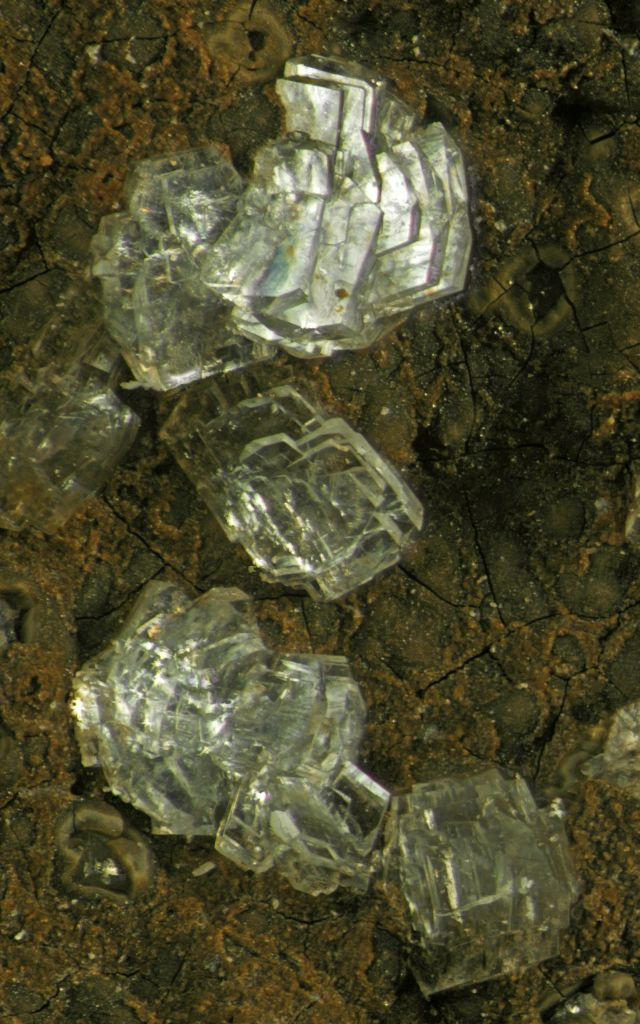
Klinoptilolith-Ca vom Cape Lookout (Oregon), Tillamook County, Oregon, USA (Größe des oberen Aggregats ~1¼ mm)
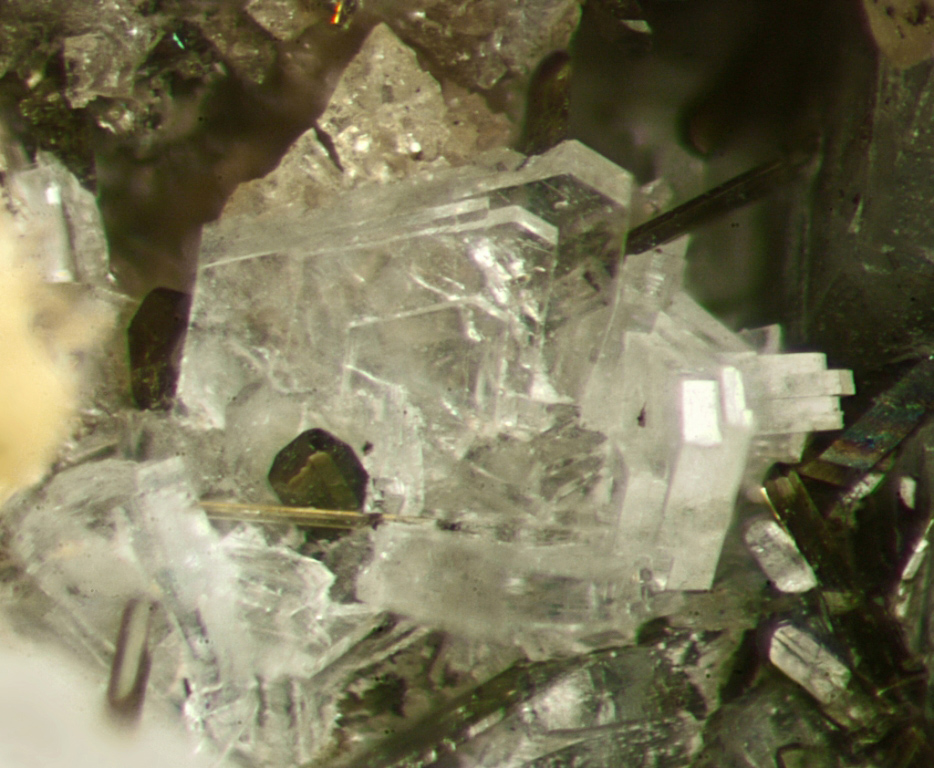
Klinoptilolith-K aus dem Steinbruch Poudrette, Mont Saint-Hilaire, Kanada (Sichtfeld: 1,6 × 1,3 mm)
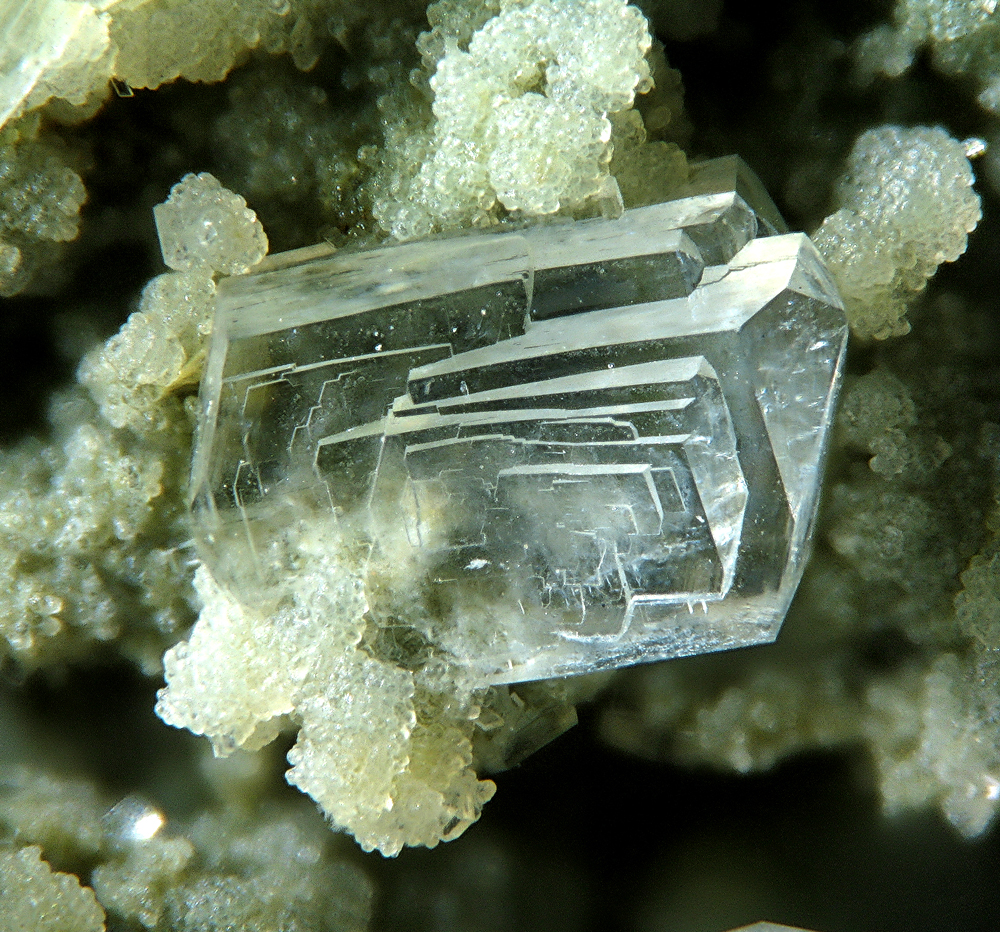
Klinoptilolith-Na aus Rodalquilar, Almería, Andalusien, Spanien (Sichtfeld: 2,5 mm)
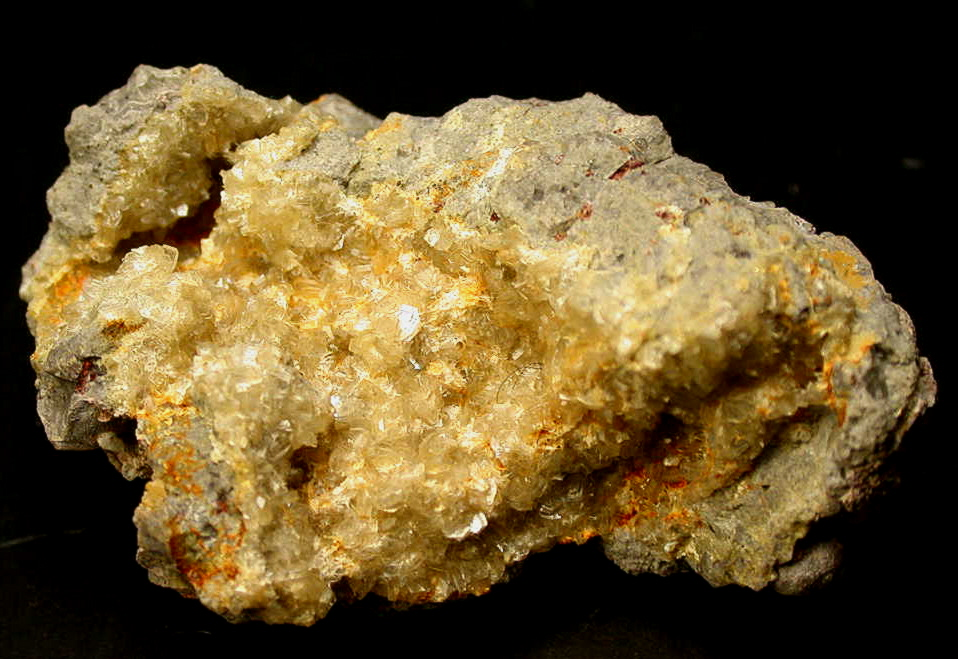
Klinoptilolith und Mordenit (sehr feine, büschelige Fasern) vom Succor Creek, Malheur Co., Oregon, USA (Größe: 5,5 × 3,7 cm)
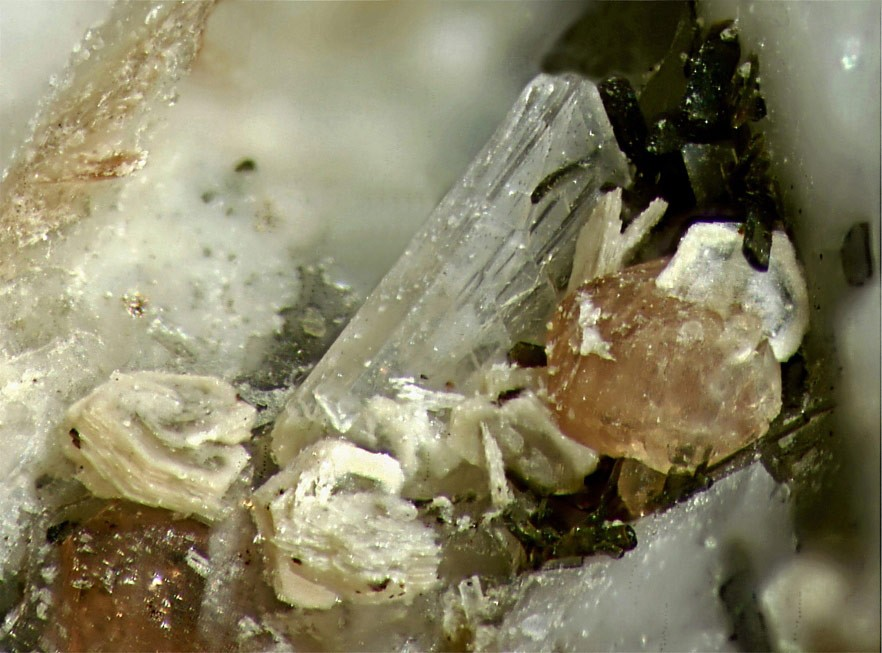
Klinoptilolith-K (farblos), Chabasit-Ca (cremefarbene Täfelchen) und Eudialyt (rötlich) aus dem Steinbruch Poudrette (Sichtfeld: 3,2 × 2,3 mm)

## Verwendung
Klinoptilolith hat auf Grund seiner Wirkung als Molekularsieb viele Anwendungsgebiete, unter anderem als Additiv für Baustoffe, als Zuschlagstoff im Gartenbau, als Zusatz zu Viehfutter, als Zusatzstoff in Haushaltsmitteln, als Trockenmittel und in der Umwelttechnik.
Großflächen-Anwendung fand Klinoptilolith bei der Nuklearkatastrophe von Tschernobyl. Dort wurde das Mineral einerseits als Ionentauscher in Reinigungsanlagen verwendet, mit denen radioaktiv verseuchte Abwässer behandelt wurden. Andererseits wurde Klinoptilolith dem Viehfutter beigemengt, um als Ionentauscher im Verdauungsbereich radioaktive Kationen wie 137Caesium zu binden und auszuscheiden.
Klinoptilolith wird innerhalb der EU als Medizinprodukt vertrieben und mit wissenschaftlich unbelegten Heilwirkungen verknüpft. Als Nahrungsergänzungsmittel ist er aufgrund der Novel-Food-Verordnung nicht zugelassen. Klinoptilolith wurde daher im Dezember 2011 vom Bundesamt für Verbraucherschutz und Lebensmittelsicherheit (BVL) unter der Schnellwarnungsnummer „2011/1849“ als nicht zugelassene neuartige Lebensmittelzutat in Nahrungsergänzungsmitteln erfasst.